# Matt Adams (giocatore di baseball)
Matthew James Adams (Philipsburg, 31 agosto 1988) è un ex giocatore di baseball statunitense.

## Carriera

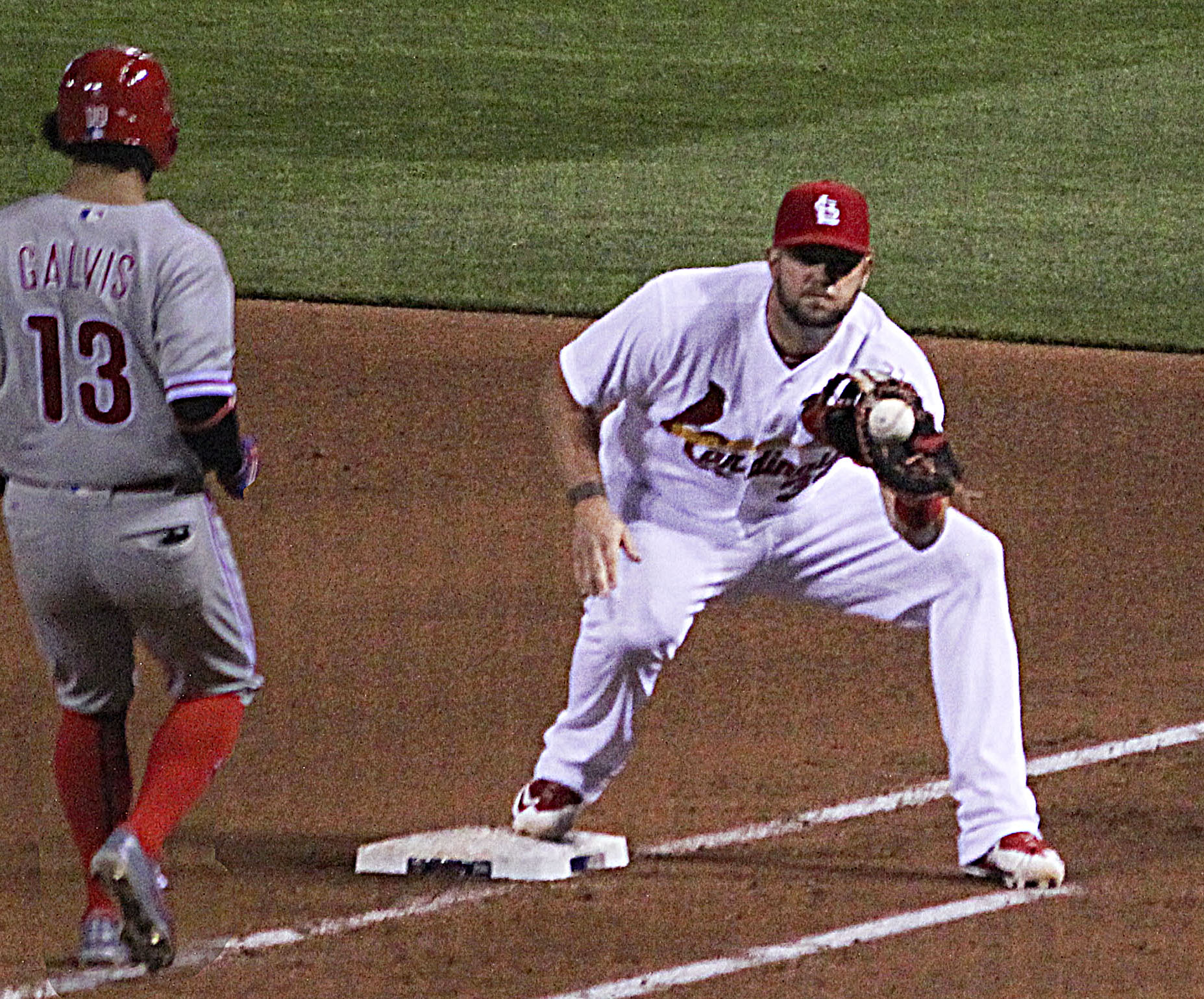
Adams con i Cardinals nel 2016

### Inizi e Minor League (MiLB)
Adams frequentò la Philipsburg-Osceola High School nella sua città natale, a Philipsburg, Pennsylvania. Dopo essersi diplomato si iscrisse alla Slippery Rock University of Pennsylvania di Slippery Rock, nella contea di Butler, dove venne selezionato, nel 23º turno del draft MLB 2009, dai St. Louis Cardinals, che lo impiegarono nella classe Rookie e nella classe A-breve. Nel 2010 giocò esclusivamente nella classe A mentre la stagione 2011 la passò interamente nella Doppia-A.

### Major League (MLB)
Adams debuttò nella MLB il 20 maggio 2012, al Dodger Stadium di Los Angeles contro i Los Angeles Dodgers, realizzando le prime due valide e segnando il primo punto. Batté il suo primo fuoricampo il 27 maggio contro i Phillies. Concluse la stagione con 27 partite disputate nella MLB e 67 nella Tripla-A.
Nel 2013, Adams partecipò alle World Series giocando in tutte le 6 partite della serie. L'anno successivo partecipò nuovamente al post stagione, battendo due home run (nella gara 1 e nella gara 5) durante la NL Championship Series.
Il 27 maggio 2015, venne inserito nella lista degli infortunati per una lacerazione del quadricipite, che lo costrinse a riposo fino al 9 settembre.
Il 20 maggio 2017, i Cardinals scambiarono Adams più una somma in denaro con gli Atlanta Braves per il giocatore di minor league Juan Yepez. Divenne free agent il 1º dicembre.
Il 22 dicembre 2017, Adams firmò con i Washington Nationals.
Il 21 agosto 2018, i Cardinals prelevarono Adams dalla lista dei trasferimenti dei Nationals. Divenne free agent a fine stagione.
Il 18 dicembre 2018, Adams firmò di nuovo con i Nationals, con un contratto annuale del valore di 4 milioni di dollari.
Alla fine della stagione 2019, Adams divenne campione delle World Series, con i Nationals che batterono gli Houston Astros per quattro gare a tre, ottenendo il loro primo titolo della franchigia.
Il 31 gennaio 2020, Adams firmò un contratto di minor league con i New York Mets.
Divenuto free agent il 18 luglio 2020, prima dell'inizio della stagione regolare; Adams firmò il 20 luglio 2020 un contratto di minor league con gli Atlanta Braves. Venne designato per la riassegnazione il 30 agosto e svincolato definitivamente il 3 settembre.
Il 28 marzo 2021, Adams firmò un contratto di minor league con i Colorado Rockies. Venne svincolato dalla franchigia il 27 luglio.

## Palmares
- World Series: 1

Washington Nationals: 2019